# 林昭男
林 昭男（はやし あきお、1953年または1954年 - ）は、日本の地方公務員。鳥取県副知事、鳥取県信用保証協会会長を歴任。勲等は瑞宝中綬章。

## 経歴
鳥取県庁入庁。県西部総合事務所長を務め、国際マンガサミット鳥取大会を推進し、第64回全国植樹祭成功に貢献した。それらが評価され、2013年 (平成25年) 7月 平井伸治鳥取県知事から藤井喜臣の後任として副知事に任命された。2017年7月 野川聡を後任に副知事退任。同年11月 鳥取県信用保証協会会長。2021年 (令和3年) 8月 やはり野川を後任に同職退任。その後、鳥取県スポーツ協会会長。

## 栄典
- 2024年11月　令和6年秋の叙勲で瑞宝中綬章を受章[1][7]。